# Gravitcornutia inapulana
Gravitcornutia inapulana es una especie de polilla del género Gravitcornutia, tribu Cochylini, familia Tortricidae. Fue descrita científicamente por Razowski & Pelz en 2003.

## Distribución
La especie se distribuye por América del Sur: Ecuador.